# Hið íslenska kvenfélag
Isländska kvinnoförbundet (Hið íslenska kvenfélag) var en isländsk kvinnoförening. 
Den isländska kvinnoföreningen grundades efter ett kvinnomöte som hölls i huset Góðtemplarahúsið på Vonarstræti i Reykjavík den 26 januari 1894, och var den första föreningen på Island som hade kvinnors rättigheter på sin agenda. 
Föreningen hade som syfte att arbete för att öka kvinnors rättigheter och deras intresse för att värna och utnyttja redan förvärvade rättigheter. Vidare betonade föreningen främjandet av kultur bland kvinnor genom organisationer och föreningar. Främjandet av isländska kvinnors utbildning stod också högt på agendan i företagets arbete. Föreningen betonade att säkra tillgången till läroanstalter, och inrättandet av ett universitet på Island var en av de frågor som föreningen lyfte fram; kungens vägran att inrätta ett universitet på Island var anledningen till att föreningen bildades. 
Ett av föreningens första projekt var att samla in kvinnors namnteckningar för att utmana Alltinget att ge kvinnor ökade politiska rättigheter. Totalt skrev över 2 000 kvinnor sina namn på listan. År 1908 organiserade föreningen tillsammans med Isländska kvinnorättsföreningen ytterligare en petition till Alltinget, där man uppmanade riksdagsledamöter att ge kvinnor rösträtt, och över 11 000 namnunderskrifter samlades in. 
Barnmorskan Þorbjörg Sveinsdóttir var en av kvinnorna som gick i spetsen för att grunda föreningen. Þorbjörg var dess kassör i dess första styrelse och ordförande från 1897 till sin död 1903. Utöver Þorbjörg bestod bolagets första styrelse av Sigþrúður Friðriksdóttir, ordförande 1894-97, Ólafía Jóhannsdóttir och Jarþrúður Jónsdóttir. 
Föreningens årsbok gavs ut under en fyraårsperiod, där kvinnorättsfrågor diskuterades, och dessutom föreläste kvinnliga medlemmar i sådana frågor.